# Oldenlandia neomicrophylla
Oldenlandia neomicrophylla är en måreväxtart som beskrevs av Ined.. Oldenlandia neomicrophylla ingår i släktet Oldenlandia och familjen måreväxter.
Artens utbredningsområde är Colombia. Inga underarter finns listade i Catalogue of Life.